# Peter Willemoes Becker
Peter Willemoës Becker (21. september 1808 – 5. april 1877) var en dansk præst og historiker.
Peter Willemoes Becker blev født i København; hans forældre var justitsråd Erik Becker, kontorchef i det norske Revisionskontor, senere kasserer ved Københavns Kæmnerkontor, og Catharina Sophia Wilhelmina født Willemoës (søster til den bekendte Peter Willemoes). Han blev student 1825 fra Frederiksborg Skole, tog teologisk eksamen 1830, blev samme år alumnus på Borchs Kollegium, året efter lærer i historie ved Landkadetakademiet, disputerede 1835 for magistergraden, foretog fra 1836-38 en rejse til Sverige, Nordtyskland, Holland, England, Skotland, Frankrig, blev 1838 valgt til medlem af Det kongelige danske Selskab for Fædrelandets Historie, blev 22. oktober 1839 udnævnt til sognepræst til Kjøng i Sjælland, udnævntes 22. oktober 1850 til provst for Hammer og Tybjerg Herreder, udnævntes 12. september 1859 til sognepræst til Soderup og Eskildstrup i Sjælland, afskediget i nåde og med pension 21. maj 1875, død i København.
Han ægtede 26. august 1840 Elisabeth Anna Margrethe Begtrup, født i København 3. september 1811, datter af professor i landøkonomi ved Københavns Universitet Gregers Otto Bruun Begtrup og Christiane Marie født Møller.
Beckers historiske interesse og litterære sans trådte frem allerede tidlig; i året 1828 vandt han universitetets guldmedalje for besvarelsen af opgaven: en fysisk, politisk og moralsk beskrivelse af Vendsyssel mod slutningen af det 11. århundrede. Afhandlingen blev på dansk trykt i Nordisk Tidsskrift, IV. Som alumnus på Borchs Kollegium skrev han to disputatser, 1830: Commentatio de Sophia, Henrici Burwini III, domini Rostochiensis uxore, 1831: De Jo. Pauli Resenii versione Danica sacræ scripturæ.
Af større betydning er hans disputats for magistergraden 1835: De rebus inter Joannem et Christianum II, Daniæ reges, ae Ludovicum XII et Jacobum IV, Galliæ Scotiæqve reges, a. 1511-14 actis.
På sin udenlandsrejse havde han det formål at samle bidrag fra fremmede arkiver til Danmarks historie i anden halvdel af det 17. århundrede, og frugten af disse efterforskninger blev hans: Samlinger til Danmarks Historie under Kong Frederik III’s Regering (fra fremmede gesandters indberetninger), som udkom i 2 bind, 1847-57. Becker havde samlet betydelige bidrag af samme karakter til Danmarks historie under Christian 5., men de forgik sammen med hans af omkring 6000 bind bestående bogsamling i en ulykkelig ildebrand, ved hvilken Kjøng præstegård 2. januar 1859 nedbrændte.
Opholdet i England affødte to store, indholdsrige afhandlinger: Universiteterne i Oxford og Cambridge, trykt i tidsskriftet For Litteratur og Kritik, IV (1846), og Brudstykker om de kirkelige Forhold i England, trykt i Nyt theologisk Tidsskrift I (1849); begge afhandlinger er sammen med den antikvariske beskrivelse af Vendsyssel optagne i 1. del af den samling af sine Historiske Aihandlinger, som Becker udgav 1874; i den 2. del af disse, som udkom 1875, findes et udvalg af hans andre mindre arbejder, der viser, i hvor forskellige retninger hans studier gik; men han har desuden i tidsskrifter og rækker (f.eks. Danske Magazin) udgivet en del bidrag til Danmarks historie og mindre afhandlinger, som ikke er samlede.
Becker var præstemand og historiker, han delte sig mellem sit embede og videnskaben og var en nidkær arbejder i begges tjeneste. Hans grundlag var den gamle tid, bevægelsen fra 1848 og de følgende år påvirkede ham hverken i politisk eller i kirkelig henseende, han var medlem af den 1853 nedsatte kommission til kirkeforfatningens ordning. Begavet med en ualmindelig hukommelse, udrustet med en viden, der var erhvervet ved en omfattende læsning, i besiddelse af et historisk blik på tidernes begivenheder og personer og i stand til med et sjældent liv at fortælle og skildre var han en interessant personlighed. Men han havde vanskelighed ved at samle sig for længere tid om et og samme større emne, hans litterære virksomhed fik derfor en vel spredt og noget usammenhængende karakter, hvortil dog hans stilling som landsbypræst bidrog en del, kun nu og da kunne han benytte hovedstadens videnskabelige anstalter. Følgen heraf blev, at f.eks. et af hans arbejder, som i lang tid havde beskæftiget ham, ikke blev fuldendt, nemlig hans bredt anlagte studie om katolikernes forsøg på at trænge ind i Danmark efter Reformationen (Materialet brændte 1859, men var blevet samlet på ny), mens et andet kun nåede til en samling af materiale, nemlig Frederik 3. s historie.